# Gianluca Valoti
Gianluca Valoti (né le 16 février 1973 à Alzano Lombardo) est un coureur cycliste italien. Il devient après sa carrière directeur sportif de l'équipe Colpack.

## Palmarès
- 1993
  - 2e du Trofeo Sportivi di Briga
- 1994
  - 2e du Giro della Valsesia
- 1996
  - Schio-Ossario del Pasubio
  - Trofeo Sportivi di Briga
  - 3e étape du Trofeo dello Scalatore
  - Gran Premio Capodarco
  - 2e du Grand Prix de l'industrie, du commerce et de l'artisanat de Carnago
  - 2e du Giro d'Oro
  - 2e du championnat d'Italie élites sans contrat
  - 2e du Trofeo dello Scalatore
  - 2e de Zanè-Monte Cengio
  - 2e du Gran Premio Inda
  - 3e de la Freccia dei Vini
- 2002
  - 3e du Brixia Tour

## Résultats sur les grands tours

### Tour de France
1 participation
- 1997 : 86e

### Tour d'Italie
2 participations
- 1998 : abandon (11e étape)
- 2001 : 51e

### Tour d'Espagne
1 participation
- 1998 : 46e